# The Massacre (album)
The Massacre is het tweede studioalbum van 50 Cent, dat uitkwam op 3 maart 2005. In de eerste week ging het album 1,14 miljoen keer over de toonbank in de VS en uiteindelijk werd het album met 5x platina bekroond door de RIAA. Wereldwijd werden er meer dan 11 miljoen platen verkocht. Het album werd onder andere bekend door de singles die uitkwamen: "Disco Inferno", "Candy Shop" (met Olivia), "Just A Lil Bit" en "Outta Control (Remix)" (met Mobb Deep).

## Achtergrond
The Massacre stond eerst gepland voor 8 mei, maar werd vijf dagen eerder uitgebracht, vanwege lekkage over het internet. Het album werd net als zijn vorige album Get Rich or Die Tryin' uitgebracht onder Eminem's Shady Records, Dr. Dre's Aftermath Entertainment, en Jimmy Iovine's overkoepelende Interscope Records.
Dr. Dre, Eminem en 50 Cent zijn de executive producers van The Massacre. Dr. Dre is echter minder aanwezig dan op Get Rich or Die Tryin'. Volgens 50 Cent had Dr. Dre het rond die tijd druk met nieuwe projecten van zijn eigen label, en had hij zijn mentor moeten smeken om een paar nummers te produceren. Scott Storch is de voornaamste producer van The Massacre, verantwoordelijk voor de twee succesvolste singles van het album.
The Massacre bevat betrekkelijk weinig gastoptredens voor een hiphopalbum. 50 Cent houdt het, afgezien van Jamie Foxx, met name op zijn eigen crew. Ten tijde van zijn derde studioalbum Curtis vertelde 50 dat hij wilde bewijzen dat hij niet afhankelijk was van anderen, en dat hij het daarom niet aandurfde om externe gasten (buiten zijn eigen crew) te vragen voor The Massacre, zoals hij wel deed bij Curtis.
Er verscheen ook een gecensureerde versie van The Massacre. Deze versie was echter minder gecensureerd dan Get Rich or Die Tryin'. De track "Gunz Come Out" bevat ondanks de weggeknipte stukken nog steeds grof taalgebruik, wellicht omdat er met volledige censuur weinig meer van het nummer over zou zijn. Wel is ervoor gekozen om "Gunz Come Out" op de gecensureerde versie van The Massacre te houden, anders dan "Heat" van Get Rich or Die Tryin', die van de tracklist werd verwijderd.
The Massacre werd bij de Grammy Awards van 2006 genomineerd voor Best Rap Album, maar verloor van Late Registration van Kanye West. Het album stond op de 10e plaats in een lijst van de beste albums van 2005 van tijdschrift de Rolling Stone.
Het boekje van The Massacre bevat, behalve de liner-notes, ook nog een aantal foto's. Achtereenvolgens worden de tracks "This Is 50", "I'm Supposed To Die Tonight", "A Baltimore Love Thing", "Position Of Power", "Candy Shop", "Get In My Car", "God Gave Me Style", "Gunz Come Out" en "Gatman & Robbin'" met een foto uitgebeeld, de meeste gewelddadig of seksueel getint. Bij elke foto staan een aantal lines uit het nummer, maar de gehele songteksten zijn niet in het boekje te vinden. De foto bij "God Gave Me Style" werd later gebruikt als cover voor de derde single, "Just A Lil Bit", en de foto bij "Candy Shop" was logischerwijs ook de betreffende cover. De tracklist op de achterkant van de CD is in een sierlijk blauw lettertype in twee kolommen verdeeld. Logo's van Shady Records, Aftermath Entertainment, Interscope Records en G-Unit Records zijn te vinden, hoewel het album niet onder dat laatste label werd uitgebracht.

### Heruitgave
Op 6 september 2005 werd The Massacre opnieuw uitgebracht, dit keer als cd/dvd. De dvd bevat de video's van alle nummers op het album. Op de 4 video's van de singles na, en de geanimeerde video van "Piggy Bank", zijn de video's niet echt tot in de details uitgewerkt. In veel gevallen zie je 50 ergens in een studio, in een auto of op straat zijn track rappen, zonder verdere verhaallijn. Die video's zijn niet geregisseerd door professionele regisseurs, maar zijn door 50 zelf geregisseerd. De dvd bevat verder nog een trailer van de 50 Cent-film Get Rich Or Die Tryin' , die eind 2005 uitkwam, en een trailer van 50 Cent: Bulletproof, de videogame die ook eind 2005 verscheen. De heruitgave bevatte in plaats van "Outta Control" de "Outta Control (Remix)", met Mobb Deep, wat ook de vierde single van het album werd. De remix lijkt niet op het origineel, hoewel de remix ook geproduceerd is door Dr. Dre en zijn co-producer Mike Elizondo.
Track 22, de G-Unit remix van "Hate It Or Love It", de hit van voormalig G-Unitlid The Game, werd geschrapt in de heruitgave. Dit kwam doordat The Game inmiddels beef had gekregen met 50 Cent en de rest van G-Unit en uit de groep was gezet.

## Tracklist
Deze informatie komt rechtstreeks uit de liner-notes van The Massacre.
| Nr. | Nummer                              | Producer(s)                | Gast(en)                                      | Duur |
| --- | ----------------------------------- | -------------------------- | --------------------------------------------- | ---- |
| 1   | "Intro"                             | Eminem                     |                                               | 0:41 |
| 2   | "In My Hood"                        | C. Styles & Bang Out       |                                               | 3:51 |
| 3   | "This Is 50"                        | Black Jeruz & Sha Money XL |                                               | 3:04 |
| 4   | "I'm Supposed To Die Tonight"       | Eminem & Luis Resto        |                                               | 3:51 |
| 5   | "Piggy Bank"                        | Needlz                     |                                               | 4:15 |
| 6   | "Gatman & Robbin'"                  | Eminem                     | Eminem                                        | 3:46 |
| 7   | "Candy Shop"                        | Scott Storch               | Olivia                                        | 3:28 |
| 8   | "Outta Control"                     | Dr. Dre & Mike Elizondo    |                                               | 3:21 |
| 9   | "Get In My Car"                     | Hi-Tek                     |                                               | 4:05 |
| 10  | "Ski Mask Way"                      | Disco D                    |                                               | 3:05 |
| 11  | "A Baltimore Love Thing"            | Cue Beats                  |                                               | 4:17 |
| 12  | "Ryder Music"                       | Hi-Tek                     |                                               | 3:51 |
| 13  | "Disco Inferno"                     | C. Styles & Bang Out       |                                               | 3:34 |
| 14  | "Just A Lil Bit"                    | Scott Storch               |                                               | 3:57 |
| 15  | "Gunz Come Out"                     | Dr. Dre & Mike Elizondo    |                                               | 4:42 |
| 16  | "My Toy Soldier"                    | Eminem                     | Tony Yayo                                     | 3:44 |
| 17  | "Position of Power"                 | J.R. Rotem                 |                                               | 3:12 |
| 18  | "Build You Up"                      | Scott Storch               | Jamie Foxx                                    | 2:55 |
| 19  | "God Gave Me Style"                 | Needlz                     |                                               | 3:01 |
| 20  | "So Amazing"                        | J.R. Rotem                 | Olivia                                        | 3:16 |
| 21  | "I Don't Need 'Em"                  | Buckwild                   |                                               | 3:20 |
| 22  | "Hate It Or Love It (G-Unit Remix)" | Cool & Dre                 | The Game, Lloyd Banks, Tony Yayo & Young Buck | 5:23 |

## Samples[2]
- "Intro" bevat elementen van "What Up Gangsta" door 50 Cent.
- "Piggy Bank" bevat elementen van "Sonnet" door Alla Pugacheva.
- "Gatman & Robbin'" bevat hergebruikte elementen van "Batman Theme" door Hefti.
- "Candy Shop" bevat elementen van "Love Break" door The Salsoul Orchestra.
- "Outta Control" bevat elementen van "Set It Off".
- "Ski Mask Way" bevat elementen van "What Am I Waiting For" door The O'Jays en bevat opnieuw ingezongen elementen van "Cell Therapy".
- "A Baltimore Love Thing" bevat elementen van "I'll Be Waiting There For You" door The Dells.
- "Ryder Music" bevat elementen van "Love's In Need Of Love Today" door Stevie Wonder
- "God Gave Me Style" bevat elementen van "Each Day I Cry A Little" door Eddie Kendricks
- "I Don't Need 'Em" bevat elementen van "Nobody Knows" door S.C.L.C.
- "Hate It Or Love It (Remix)" bevat elementen van "Rubber Band" door The Trammps

## Studio's
In de volgende studio's is The Massacre opgenomen:
- G-Unit Studios, New York, New York
- 54 Sound Studios, Detroit, Michigan
- The Big House, Farmington, Connecticut
- Larrabee North Studios, Hollywood, Californië
- Sound Villa, Miami, Florida
- Record One Studios, Sherman Oaks, Californië
- Bass Clef Studios, New York, New York
- Transcontinental Studios, Orlando, Florida
- Stash House Studios Bronx, New York, New York

## Credits[2]
- Uitvoerend producent: Dr. Dre, Eminem & 50 Cent
- Co-uitvoerend producent: Sha Money XL
- Aftermath/Big Ego A&R: Mike Lynn
- Aftermath legal: Peter Paterno
- Aftermath project coördinatoren: Larry Chatman & Kirdis Postelle
- Shady Records A&R: Tracy McNew, Marc Labelle & Riggs Morales
- Interscope: Marcus Heisser
- 50 Cent Management: Chris Lighty & James Cruz voor Violator Management
- 50 Cent legal: Theo Sedlmayr, Esq. & Alina Moffat, Esq. voor Sedlmayr & Associates, PC
- Interscope marketing regisseur: Christian Clancy
- Interscope marketing coördinator: Kelly Sato
- Interscope productie coördinator: Les Scurry
- Interscope publicity: Yvette Gayle
- Interscope video: David Saslow & Randy Sosin
- Interscope creative: Nicole Frantz
- Interscope new media: Andrew Mains & Ravid Yosef
- Art directie & ontwerp: Slang Inc.
- Fotografie: Zach Gold
- Styling: Tiffany Hasbourne voor Brat Productions
- Coin Artwork: Tyrue "Slang" Jones www.slangism.com
- Aangevoerd door: Brian "Big Bass" Gardner voor Bernie Grundman Mastering
- Samples: Nancie Stern voor Music Resources, Inc.

## Verkoop en certificaties
The Massacre verkocht in de VS in de eerste week 1,14 miljoen platen en werd daarmee het op vijf na snelstverkopende album ooit, en het op een na best verkochte rapalbum in de eerste week, achter The Marshall Mathers LP van Eminem, sinds de tellingen hiervan zijn begonnen in 1991. Hiermee kwam het album nieuw binnen op 1 in de Billboard Album Top 200, en liet Rebirth van Jennifer Lopez met bijna een miljoen platen achter zich. The Massacre hield zijn eerste positie 6 weken lang vast en zakte toen langzaam af. In week 28 van 2005 klom het album terug naar de 2e positie, wat aan de heruitgave te danken was. In totaal zou de plaat 40 weken blijven staan in de lijst. Van The Massacre werden in de VS over heel 2005 4,85 miljoen platen verkocht en het was daarmee het op een na bestverkochte album van 2005, achter The Emancipation Of Mimi van Mariah Carey. Later zou The Massacre boven de 5 miljoen platen reiken en werd daarmee met 5 keer platina bekroond door de RIAA.
In de week nadat het album was uitgekomen, kwam The Massacre ook op 1 binnen in de United World Chart, en bleef daar 5 weken staan. Aan het eind van 2005 stond het album wereldwijd op een totaal van 7.120.000 platen, en bereikte daarmee de 3e positie in de jaarlijst van de United World Chart, geklopt door X&Y van Coldplay en American Idiot van Green Day. Later zou The Massacre 10 miljoen platen hebben verkocht en bereikte daarmee vijf keer de platina status.
In Nederland kwam The Massacre op nummer 2 binnen, geklopt door Hotel New York van Anouk. In totaal bleef het album 50 weken in de lijst staan.
De volgende certificaties werden door de RIAA uitgereikt aan The Massacre en diens singles, voor de verkoopcijfers in de VS alleen.
| Titel            | Type      | Certificatie | Datum            |
| ---------------- | --------- | ------------ | ---------------- |
| The Massacre     | Standaard | 5x platina   | 16 december 2005 |
| "Disco Inferno   | Cd-single | Goud         | 14 juni 2006     |
| "Disco Inferno"  | Digitaal  | Goud         | 25 februari 2005 |
| "Candy Shop"     | Cd-single | Platina      | 14 juni 2006     |
| "Candy Shop"     | Digitaal  | Goud         | 29 maart 2005    |
| "Just A Lil Bit" | Cd-single | Platina      | 14 juni 2006     |

## Hitlijsten
| Chart                      | Hoogste positie |
| -------------------------- | --------------- |
| Australische Album Top 50  | 2               |
| Belgische Album Top 50     | 3               |
| Canadese Album Top 100     | 1               |
| Deense Album Top 40        | 8               |
| Duitse Album Top 50        | 1               |
| Engelse Albums Top 75      | 1               |
| Finse Album Top 40         | 7               |
| Franse Album Top 150       | 3               |
| Ierse Album Top 75         | 1               |
| Italiaanse Album Top 50    | 21              |
| Nederlandse Album Top 100  | 2               |
| Nieuw-Zeeland Album Top 40 | 1               |
| Noorse Album Top 40        | 3               |
| Oostenrijkse Album Top 75  | 2               |
| Portugese Album Top 30     | 5               |
| United World Chart         | 1               |
| VS Billboard Album Top 100 | 1               |
| Zweedse Album Top 60       | 10              |
| Zwitserse Album Top 100    | 2               |

| The Massacre in de Nederlandse Album Top 100 - Binnenkomst: 8 maart 2005 | The Massacre in de Nederlandse Album Top 100 - Binnenkomst: 8 maart 2005 | The Massacre in de Nederlandse Album Top 100 - Binnenkomst: 8 maart 2005 | The Massacre in de Nederlandse Album Top 100 - Binnenkomst: 8 maart 2005 | The Massacre in de Nederlandse Album Top 100 - Binnenkomst: 8 maart 2005 | The Massacre in de Nederlandse Album Top 100 - Binnenkomst: 8 maart 2005 | The Massacre in de Nederlandse Album Top 100 - Binnenkomst: 8 maart 2005 | The Massacre in de Nederlandse Album Top 100 - Binnenkomst: 8 maart 2005 | The Massacre in de Nederlandse Album Top 100 - Binnenkomst: 8 maart 2005 | The Massacre in de Nederlandse Album Top 100 - Binnenkomst: 8 maart 2005 | The Massacre in de Nederlandse Album Top 100 - Binnenkomst: 8 maart 2005 | The Massacre in de Nederlandse Album Top 100 - Binnenkomst: 8 maart 2005 | The Massacre in de Nederlandse Album Top 100 - Binnenkomst: 8 maart 2005 | The Massacre in de Nederlandse Album Top 100 - Binnenkomst: 8 maart 2005 | The Massacre in de Nederlandse Album Top 100 - Binnenkomst: 8 maart 2005 | The Massacre in de Nederlandse Album Top 100 - Binnenkomst: 8 maart 2005 | The Massacre in de Nederlandse Album Top 100 - Binnenkomst: 8 maart 2005 | The Massacre in de Nederlandse Album Top 100 - Binnenkomst: 8 maart 2005 | The Massacre in de Nederlandse Album Top 100 - Binnenkomst: 8 maart 2005 |
| Week                                                                     | 1                                                                        | 2                                                                        | 3                                                                        | 4                                                                        | 5                                                                        | 6                                                                        | 7                                                                        | 8                                                                        | 9                                                                        | 10                                                                       | 11                                                                       | 12                                                                       | 13                                                                       | 14                                                                       | 15                                                                       | 16                                                                       | 17                                                                       | 18                                                                       |
| ------------------------------------------------------------------------ | ------------------------------------------------------------------------ | ------------------------------------------------------------------------ | ------------------------------------------------------------------------ | ------------------------------------------------------------------------ | ------------------------------------------------------------------------ | ------------------------------------------------------------------------ | ------------------------------------------------------------------------ | ------------------------------------------------------------------------ | ------------------------------------------------------------------------ | ------------------------------------------------------------------------ | ------------------------------------------------------------------------ | ------------------------------------------------------------------------ | ------------------------------------------------------------------------ | ------------------------------------------------------------------------ | ------------------------------------------------------------------------ | ------------------------------------------------------------------------ | ------------------------------------------------------------------------ | ------------------------------------------------------------------------ |
| Nummer                                                                   | 2                                                                        | 4                                                                        | 7                                                                        | 6                                                                        | 7                                                                        | 10                                                                       | 9                                                                        | 10                                                                       | 12                                                                       | 16                                                                       | 14                                                                       | 16                                                                       | 12                                                                       | 16                                                                       | 21                                                                       | 23                                                                       | 21                                                                       | 28                                                                       |
| Week                                                                     | 19                                                                       | 20                                                                       | 21                                                                       | 22                                                                       | 23                                                                       | 24                                                                       | 25                                                                       | 26                                                                       | 27                                                                       | 28                                                                       | 29                                                                       | 30                                                                       | 31                                                                       | 32                                                                       | 33                                                                       | 34                                                                       | 35                                                                       | 36                                                                       |
| Nummer                                                                   | 29                                                                       | 25                                                                       | 31                                                                       | 30                                                                       | 33                                                                       | 35                                                                       | 45                                                                       | 37                                                                       | 32                                                                       | 36                                                                       | 41                                                                       | 42                                                                       | 53                                                                       | 55                                                                       | 65                                                                       | 69                                                                       | 78                                                                       | uit                                                                      |

| The Massacre in de Nederlandse Album Top 100 - Tweede binnenkomst: 28 maart 2006 | The Massacre in de Nederlandse Album Top 100 - Tweede binnenkomst: 28 maart 2006 | The Massacre in de Nederlandse Album Top 100 - Tweede binnenkomst: 28 maart 2006 | The Massacre in de Nederlandse Album Top 100 - Tweede binnenkomst: 28 maart 2006 | The Massacre in de Nederlandse Album Top 100 - Tweede binnenkomst: 28 maart 2006 | The Massacre in de Nederlandse Album Top 100 - Tweede binnenkomst: 28 maart 2006 | The Massacre in de Nederlandse Album Top 100 - Tweede binnenkomst: 28 maart 2006 | The Massacre in de Nederlandse Album Top 100 - Tweede binnenkomst: 28 maart 2006 | The Massacre in de Nederlandse Album Top 100 - Tweede binnenkomst: 28 maart 2006 | The Massacre in de Nederlandse Album Top 100 - Tweede binnenkomst: 28 maart 2006 | The Massacre in de Nederlandse Album Top 100 - Tweede binnenkomst: 28 maart 2006 |
| Week                                                                             | 36                                                                               | 37                                                                               | 38                                                                               | 39                                                                               | 40                                                                               | 41                                                                               | 42                                                                               | 43                                                                               | 44                                                                               | 45                                                                               |
| -------------------------------------------------------------------------------- | -------------------------------------------------------------------------------- | -------------------------------------------------------------------------------- | -------------------------------------------------------------------------------- | -------------------------------------------------------------------------------- | -------------------------------------------------------------------------------- | -------------------------------------------------------------------------------- | -------------------------------------------------------------------------------- | -------------------------------------------------------------------------------- | -------------------------------------------------------------------------------- | -------------------------------------------------------------------------------- |
| Nummer                                                                           | 67                                                                               | 49                                                                               | 51                                                                               | 52                                                                               | 53                                                                               | 51                                                                               | 78                                                                               | 87                                                                               | 83                                                                               | uit                                                                              |

| Nummer | 94 | 92 | 87 | 88 | 85 | 98 | uit |

## Commentaar
Hoewel The Massacre een groot commercieel succes was, waren de meningen van het publiek verdeeld. Nummers als "Candy Shop", "Just A Lil Bit" en "Outta Control (Remix)" waren dankzij de aanstekelijke producties van Scott Storch voor "Candy Shop" en "Just A Lil Bit", en van Dr. Dre voor "Outta Control (Remix)", en de naar pop neigende refreins van 50 Cent, erg geschikt voor het grote publiek, en scoorde daarom goed in de charts. Maar veel fans van 50 die Get Rich or Die Tryin' kochten, waren teleurgesteld in het album, omdat The Massacre meer een R&B- en popalbum zou zijn, en dat de pure hiphop erin verloren was gegaan.
Verder ergerde een deel van het publiek zich met name aan de video van "Candy Shop", omdat die net zo goed als "Disco Inferno" pornografisch zou zijn. Met daarbij nog eens een aantal verleidende beelden van "Just A Lil Bit" erbovenop, ontstond een beeld dat 50 een anti-feministische seksverslaafde zou zijn.
Ondanks deze kritieken, en het feit dat het album zowel qua verkoop als qua commentaar niet kon opboksen tegen Get Rich or Die Tryin', wordt The Massacre wel gezien als een indrukwekkende prestatie, aangezien 50 bewijst dat hij geen eendagsvlieg is, en wederom een groot succes neer kan zetten.

## Prijzen
50 Cent heeft met en met dank aan The Massacre bij de volgende prijzen nominatie en/of winst op zijn naam gezet.
| Genomineerde werk | Naam verkiezing (jaar)                  | Prijs                          | Resultaat   |
| ----------------- | --------------------------------------- | ------------------------------ | ----------- |
| The Massacre      | American Music Awards (2005)            | Favorite Rap/Hip-Hop Album     | Winst       |
| 50 Cent           | ASCAP Pop Music Awards (2006)           | Songwriter of the Year         | Winst       |
| 50 Cent           | ASCAP Rhythm & Soul Music Awards (2006) | Songwriter of the Year         | Winst       |
| "Candy Shop"      | ASCAP Rhythm & Soul Music Awards (2006) | Ringtone of the Year           | Winst       |
| 50 Cent           | BET Awards (2005)                       | Best Male Hip-Hop Artist       | Genomineerd |
| 50 Cent           | BET Awards (2006)                       | Best Hip-Hop Artist            | Winst       |
| 50 Cent           | BET Awards (2006)                       | Best Male Hip-Hop Artist       | Genomineerd |
| 50 Cent           | Billboard Music Awards (2005)           | Artist of the Year             | Winst       |
| 50 Cent           | Billboard Music Awards (2005)           | Hot 100 Artist of the Year     | Winst       |
| The Massacre      | Billboard Music Awards (2005)           | Album of the Year              | Winst       |
| 50 Cent           | Billboard Music Awards (2005)           | R&B/Hip-Hop Artist of the Year | Winst       |
| 50 Cent           | Billboard Music Awards (2005)           | Rap Artist of the Year         | Winst       |
| "Candy Shop"      | Billboard Music Awards (2005)           | Ringtone of the Year           | Winst       |
| The Massacre      | Billboard Music Awards (2005)           | R&B/Hip-Hop Album of the Year  | Genomineerd |
| The Massacre      | Billboard Music Awards (2005)           | Rap Album of the Year          | Genomineerd |
| "Candy Shop"      | Billboard Music Awards (2005)           | Rap Song of the Year           | Genomineerd |
| The Massacre      | Billboard R&B/Hip-Hop Awards (2005)     | Top R&B/Hip-Hop Album          | Winst       |
| 50 Cent           | Billboard R&B/Hip-Hop Awards (2005)     | Top R&B/Hip-Hop Album Artist   | Winst       |
| The Massacre      | Billboard R&B/Hip-Hop Awards (2005)     | Top Rap Album                  | Winst       |
| 50 Cent           | Billboard R&B/Hip-Hop Awards (2005)     | Top R&B/Hip-Hop Artist         | Genomineerd |
| 50 Cent           | Billboard R&B/Hip-Hop Awards (2005)     | Top Male R&B/Hip-Hop Artist    | Genomineerd |
| 50 Cent           | Billboard R&B/Hip-Hop Awards (2005)     | Top R&B/Hip-Hop Singles Artist | Genomineerd |
| "Disco Inferno"   | Grammy Awards (2005)                    | Best Male Rap Solo Performance | Genomineerd |
| "Candy Shop"      | Grammy Awards (2005)                    | Best Rap Song                  | Genomineerd |
| The Massacre      | Grammy Awards (2005)                    | Best Rap Album                 | Genomineerd |
| 50 Cent           | Vibe Awards (2005)                      | Artist of the Year             | Genomineerd |
| 50 Cent           | Vibe Awards (2005)                      | Best Rapper                    | Genomineerd |

## Singles

### Disco Inferno
De eerste single van The Massacre lekte op 21 december 2004 uit over internet, genaamd "Disco Inferno". De video van de track bevat behoorlijk zware pornografische beelden van topless en naakte vrouwen in een strip-club, en is om die reden nooit op MTV uitgezonden. Toch haalde het nummer, misschien wel dankzij alle ophef over de video, de 3e positie in de Billboard Hot 100 van de VS. Het nummer scoorde niet in andere landen.

### Candy Shop
Op 1 februari 2005 kwam de tweede single "Candy Shop" uit. De track is geproduceerd door top-producer Scott Storch en bevat een refrein van toen toekomstig en inmiddels alweer ex G-Unit-lid Olivia. Het nummer wordt vaak gezien als de op een na grootste hit van 50 Cent tot nu toe, na "In Da Club". De single kwam in de VS op 1, in Engeland op 4 en in de United World Chart op 1. In Nederland haalde het de 4e positie, in België de 1e. In de video verschijnt 50 Cent in de zogenaamde 'Candy Shop', een groot landhuis vol met aantrekkelijke vrouwen, en wordt gedurende de video meegetrokken naar verschillende kamers van het huis. Aan het eind zie je Olivia als personeelslid van een ander soort 'Candy Shop', namelijk een snoepwinkel, waarna blijkt dat 50 Cent slechts een droom had gehad. De video werd geregisseerd door Jessy Terrero en werd genomineerd voor 'Best Male Video' van 2005 bij de MTV Video Music Awards, maar verloor van "Jesus Walks" van Kanye West.

### Just A Lil Bit
Op 10 mei 2005 werd de derde single van The Massacre uitgebracht, genaamd "Just A Lil Bit". Net als "Candy Shop" is deze track geproduceerd door Scott Storch. De track haalde de 3e positie in de VS, in Engeland de 10e, en in Nederland de 21e. In de video is 50 Cent te zien als 'El Jefe' terwijl hij met een vliegtuig aankomt op een onbekend Caribisch eiland met drie schitterende vrouwen, waarmee hij zijn vijanden gaat misleiden.

### Outta Control (Remix)
50 wilde aanvankelijk de door Hi-Tek geproduceerde track "Get In My Car" als vierde single uitbrengen maar besloot later om een remix van "Outta Control" te maken, en die als single uit te brengen, als promotie voor het net nieuw bij G-Unit getekend hiphopduo Mobb Deep. De track is geproduceerd door Dr. Dre en zijn coproducent Mike Elizondo, en lijkt in niets op de originele versie van "Outta Control" (andere beat, andere tekst en andere artiesten), alleen de producers zijn hetzelfde. In de video zie je 50 Cent, Mobb Deep (Prodigy en Havoc) en ook net nieuw bij G-Unit getekend duo M.O.P. (Billy Danze en Lil' Fame) met 'GAME OVER' shirts, een directe diss naar voormalig G-Unit rapper The Game, met wie 50 Cent en de rest van G-Unit net 'beef' had gekregen. De track haalde de 6e en de 7e positie in respectievelijk de VS en Engeland, en strandde in Nederland op de 27e positie.

### Piggy Bank
De track "Piggy Bank" wordt wel gezien als 5e single, met name omdat hij in de VS op nummer 88 kwam in de Billboard Hot 100. "Piggy Bank" is een diss naar collega rappers Fat Joe, Nas, Jadakiss, Lil' Kim en in de video ook The Game (toen The Massacre uitkwam zat The Game nog bij G-Unit, toen de video van "Piggy Bank" uitkwam was The Game al uit G-Unit gezet). De video is volledig geanimeerd en begint met een jongen die een gokhal in loopt en een game start, genaamd 'Rapper Knock Out'. In de game zie je hoe 50 Cent als bokser gehakt maakt van een overdreven dikke Fat Joe, en later van Jadakiss, die lijkt op een dikke versie van een Teenage Mutant Ninja Turtle. Tijdens de zin 'Banks shit sells, Bucks shit sells, Games shit sells, I'm rich as hell' (aanvankelijk niet als diss bedoeld) zie je in de video het gezicht van The Game als een aardappel met een zwart bandje met 'Wanksta' (wanker-gangster) om zijn hoofd. Verder is Nas nog te zien, als een nederig onderkruipsel in een superman-pak, die achter een melkbus aan rent, springt en misgrijpend met zijn hoofd op de straat valt. Op de melkbus staat 'Milkshake', een verwijzing naar de gelijknamige hit van Kelis, de vriendin van Nas. De track wordt gezien als een van de beste diss-tracks van 50 Cent, waarin hij in zijn eentje een grote massa rappers aanvalt, en volgens velen erin is geslaagd de strijd te winnen.

## Single Chart-posities
De volgende nummers verschenen in de hitlijsten.
| Nummer                 | VS Hot 100 | VS R&B & Hip-Hop | VS Rap | UK Singles Chart | NL Top 40 | BE Ultratop 50 | DU Top 100 | FR Top 40 | ZW Top 100 | AUS Top 50 | United World Chart |
| ---------------------- | ---------- | ---------------- | ------ | ---------------- | --------- | -------------- | ---------- | --------- | ---------- | ---------- | ------------------ |
| "Disco Inferno"        | 3          | 4                | 3      | -                | -         | -              | -          | -         | -          | -          | 22                 |
| "Candy Shop"           | 1          | 1                | 1      | 4                | 4         | 1              | 1          | 8         | 1          | 3          | 1                  |
| "Just A Lil Bit"       | 3          | 3                | 1      | 10               | 21        | 9              | 11         | 38        | 11         | 13         | 10                 |
| "Outta Control (Remix) | 6          | 11               | 5      | 7                | 27        | 10             | 8          | 8         | 10         | 16         | 21                 |
| "Piggy Bank"           | 88         | 64               | -      | -                | -         | -              | -          | -         | -          | -          | -                  |
| "Outta Control"        | 92         | -                | -      | -                | -         | -              | -          | -         | -          | -          | -                  |

Op 2 april 2005 brak 50 Cent een record door op één moment vier nummers in de top 10 te hebben in de Billboard Hot 100. Op dat moment stond "Candy Shop" op de eerste positie, "Disco Inferno" op nummer 5, "Hate It Or Love It" op nummer 6, en "How We Do" op nummer 8, de laatste twee afkomstig van The Documentary, het debuutalbum van G-Unitcollega The Game. Op dat moment stond de nieuwe single "Just A Lil Bit" op nummer 75. 50 hield deze situatie nog één week vol, totdat "How We Do" de top 10 verliet.